# Катастрофа A320 под Страсбургом
Катастрофа A320 под Страсбургом — крупная авиационная катастрофа, произошедшая в понедельник 20 января 1992 года. Авиалайнер Airbus A320-111 авиакомпании Air Inter выполнял внутренний рейс ITF5148 по маршруту Лион—Страсбург, но при заходе на посадку в пункте назначения врезался в гору Сент-Одиль в 19,5 километрах от аэропорта Страсбурга. Из находившихся на его борту 96 человек выжили 9 — 8 пассажиров и 1 бортпроводник.

## Самолёт
Airbus A320-111 (регистрационный номер F-GGED, серийный 015) был выпущен компанией «Airbus» в 1988 году (первый полёт совершил 4 ноября под тестовым б/н F-WWDP). 22 декабря того же года был передан авиакомпании Air Inter. Оснащен двумя турбовентиляторными двигателями CFM International CFM56-5A1. На день катастрофы совершил 7194 цикла «взлёт-посадка» и налетал 6316 часов.

## Экипаж
Самолётом управлял опытный экипаж, состав которого был таким:
- Командир воздушного судна (КВС) — 42-летний Кристиан Эке (фр. Christian Hecquet). Опытный пилот, проработал в авиакомпании Air Inter 9 лет и 6 месяцев (с 7 июля 1979 года). Управлял самолётами Fokker F27, SE-212 Caravelle и Airbus A300. В должности командира Airbus A320 — с 9 сентября 1991 года. Налетал 8806 часов, 162 из них на Airbus A320.
- Второй пилот — 37-летний Жоэль Шерюбен (фр. Joël Cherubin). Опытный пилот, проработал в авиакомпании Air Inter 1 год и 10 месяцев (с 9 марта 1990 года). В должности второго пилота Airbus A320 — с 30 ноября 1991 года. Налетал 3615 часов, 61 из них на Airbus A320.

В салоне самолёта работали четверо бортпроводников:
- Мишель Мерель (фр. Michèle Merelle), 44 года — старший бортпроводник.
- Жан-Юг Де Гойе (фр. Jean-Hugues De Gaullier), 29 лет.
- Изабель Мёнье-Сирвен (фр. Isabelle Meunier-Sirven), 27 лет.
- Николь Магне (фр. Nicole Magnet).

## Расследование
Расследование причин катастрофы рейса ITF148 проводило Бюро по расследованию и анализу безопасности гражданской авиации (BEA).
Окончательный отчёт расследования был опубликован 26 ноября 1993 года.

## Культурные аспекты
- Катастрофа рейса 5148 Air Inter была показана в 9 сезоне канадского документального телесериала Расследования авиакатастроф в серии Спрограммированное падение.
- Также она показана в американском документальном телесериале от «MSNBC» Почему разбиваются самолёты[англ.] (англ. Why Planes Crash) в серии Внезапное столкновение (англ. Sudden Impact).